# Lục phi
Lục phi Diệp Hách Na Lạp thị (chữ Hán:璷妃葉赫那拉氏, 10 tháng 2 năm 1841- 21 tháng 4 năm 1895), là một phi tần của Thanh Văn Tông Hàm Phong Đế. Bà là một trong Tứ Xuân nương nương (四春娘娘) trong hậu cung Hàm Phong với phong hiệu là Vũ Lăng Xuân (武陵春).

## Cuộc đời
Lục phi Diệp Hách Na Lạp thị, xuất thân Mãn Châu Chính Bạch kỳ, con gái của Chủ sự Toàn Văn (全文). Không rõ thời gian bà nhập cung, nhưng bà lấy danh phận Cung nữ mà sung vào cung. Điểm chung của Tứ Xuân nương nương là họ đều xuất thân Cung nữ và sống ở Viên Minh Viên.
Năm Hàm Phong thứ 6 (1856), ngày 9 tháng 6, Diệp Hách Na Lạp thị được sơ phong là Lục quý nhân (璷貴人), khi đó bà mới 16 tuổi. Không rõ [Lục] là tên phong hiệu hay chỉ đơn giản là một cách xưng gọi của bà. Sau khi được phong Quý nhân, Diệp Hách Na Lạp thị được Hàm Phong Đế ban cho Vũ Lăng Xuân các - một cung viện đặc biệt xinh đẹp, phong cảnh hữu tình nằm ở phía Nam của Viên Minh Viên. Có thể thấy thân phận Cung nữ của Diệp Hách Na Lạp thị tuy không cao, nhưng được hưởng đãi ngộ như vậy thì hẳn bà rất được Hàm Phong Đế ân sủng. Hoàng đế còn cao hứng ban cho bà phong hiệu Vũ Lăng Xuân (武陵春), cùng với Sát Cáp Lạp Hi Quý nhân Hải Đường Xuân (海棠春), Vương Cát Quý nhân Mẫu Đơn Xuân (牡丹春), Trương Khánh Quý nhân Hạnh Hoa Xuân (杏花春) tạo thành một nhóm các phi tần sống ở Viên Minh Viên, đương thời gọi Tứ Xuân nương nương (四春娘娘).
Tháng 7 năm Hàm Phong thứ 11 (1861), Hàm Phong Đế băng, Hoàng thái tử Tải Thuần đăng cơ trở thành Hoàng đế thứ 10 của nhà Thanh, sử gọi [Đồng Trị Đế]. Đích mẫu của Đồng Trị, Hoàng hậu Nữu Hỗ Lộc thị, Chính cung của Hàm Phong Đế được tôn làm Mẫu hậu Hoàng thái hậu, lấy hiệu Từ An Hoàng thái hậu; sinh mẫu Ý Quý phi Diệp Hách Na Lạp thị trở thành Thánh mẫu Hoàng thái hậu, lấy hiệu Từ Hi Hoàng thái hậu. Ngày 10 tháng 10 cùng năm, phụng ý chỉ của Lưỡng cung Hoàng thái hậu, tấn tôn Lục quý nhân Diệp Hách Na Lạp thị, lúc này bà 21 tuổi, làm Hoàng khảo Lục tần (皇考璷嬪), đồng thời thăng phong cho ba vị còn lại của Tứ Xuân nương nương bậc Tần.
Năm Đồng Trị thứ 14 (1875), Đồng Trị Đế băng, Hoàng thân Tải Điềm kế vị, sử gọi [Quang Tự Đế]. Ngày 16 tháng 11, Tân đế thừa dụ Lưỡng cung Hoàng thái hậu, tôn phong Lục tần Diệp Hách Na Lạp thị lên tước Phi, toàn gọi Hoàng khảo Lục phi (皇考璷妃), đối với ba vị còn lại của Tứ Xuân nương nương cũng đãi ngộ tương đương. Lúc này, Diệp Hách Na Lạp thị hưởng Chính tam phẩm ở tuổi 34, ngụ ở Trữ Tú cung. Qua việc liên tục tôn phong qua các đời, có thể thấy bản thân Diệp Hách Na Lạp thị và Tứ Xuân nương nương có mối quan hệ tốt đẹp với những nhân vật đứng đầu Hoàng thất, đặc biệt là Lưỡng cung Hoàng thái hậu.
Năm Quang Tự thứ 21 (1895), ngày 21 tháng 4, Lục phi Diệp Hách Na Lạp thị hoăng thệ, thọ 55 tuổi, kim quan tạm an ở Phi viên tẩm của Định lăng. Qua ghi chép về tang lễ, có thể thấy Diệp Hách Na Lạp thị lấy lễ theo nghi tước Quý phi mà an táng. Điều này thể hiện sự ưu ái đặc biệt của Hoàng thất dành cho Lục phi. Thần vị của bà sau đó được thờ cúng tại Định lăng.